# Anslutningsfördraget 2003

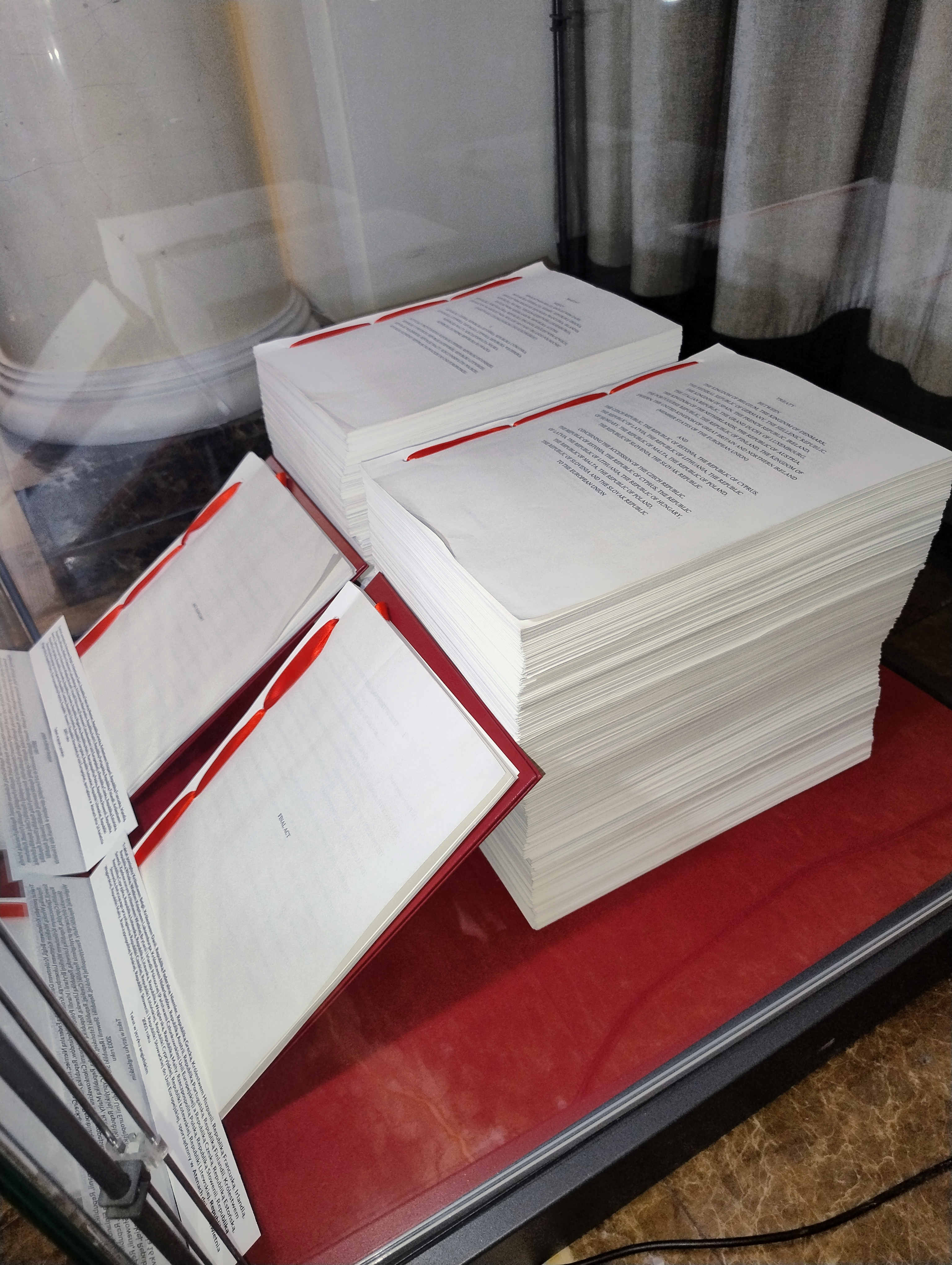
Anslutningsfördraget 2003

Anslutningsfördraget 2003, även känt som Atenfördraget, är ett fördrag inom Europeiska unionen som undertecknades den 16 april 2003 i Aten, Grekland. Det trädde i kraft den 1 maj 2004 efter att ha ratificerats av alla medlemsstater samt de anslutande staterna Cypern, Estland, Lettland, Litauen, Malta, Polen Slovakien, Slovenien, Tjeckien och Ungern i enlighet med deras respektive konstitutionella bestämmelser.
Fördraget fastställde villkoren för de tio staternas anslutning till Europeiska unionen (EU). Det utgör en del av unionens primärrätt och är juridiskt bindande för medlemsstaterna.
Fördragets officiella namn är ”fördrag mellan Konungariket Belgien, Konungariket Danmark, Förbundsrepubliken Tyskland, Republiken Grekland, Konungariket Spanien, Republiken Frankrike, Irland, Republiken Italien, Storhertigdömet Luxemburg, Konungariket Nederländerna, Republiken Österrike, Republiken Portugal, Republiken Finland, Konungariket Sverige, Förenade konungariket Storbritannien och Nordirland (Europeiska unionens medlemsstater) och Republiken Tjeckien, Republiken Estland, Republiken Cypern, Republiken Lettland, Republiken Litauen, Republiken Ungern, Republiken Malta, Republiken Polen, Republiken Slovenien, Republiken Slovakien om Republiken Tjeckiens, Republiken Estlands, Republiken Cyperns, Republiken Lettlands, Republiken Litauens, Republiken Ungerns, Republiken Maltas, Republiken Polens, Republiken Sloveniens och Republiken Slovakiens anslutning till Europeiska unionen”. Fördraget innebar att unionen utvidgades med tio nya medlemsstater. Staterna hade sedan tidigare erhållit statusen som ”kandidatland”.
Fördraget, inklusive samtliga ratificeringsinstrument från alla EU:s medlemsstater, är deponerat hos den italienska regeringen i Rom i likhet med unionens övriga fördrag. Det finns i en juridiskt bindande och bestyrkt version på varje av Europeiska unionens officiella språk.

## Historia

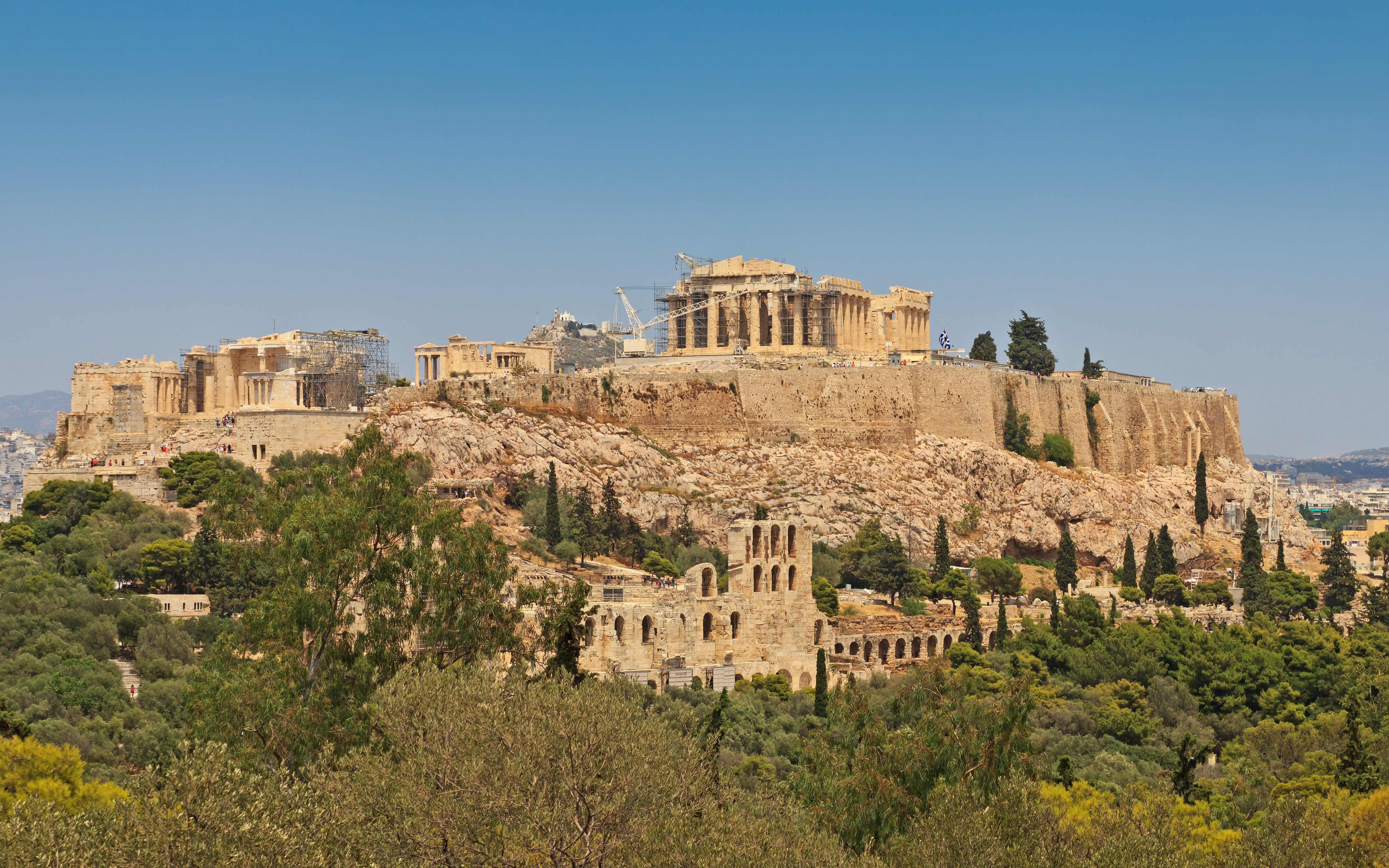
Anslutningsfördraget signerades i Aten den 16 april 2003.

Genom Nicefördraget, som trädde i kraft den 1 februari 2003, gjordes de ändringar i Europeiska unionens fördrag som var nödvändiga inför utvidgningen 2004. Totalt hade 13 stater ansökt om medlemskap, och förhandlingar hade inletts med tolv av dessa (Turkiet inledde förhandlingar först 2005). Av dessa tolv stater var det dock enbart tio som skulle omfattas av det anslutningsfördrag som signerades av EU:s stats- och regeringschefer i Aten den 16 april 2003. Bulgarien och Rumänien hade inte kommit tillräckligt långt i medlemskapsförhandlingarna och fick därför stå utanför samarbetet fram till 2007.
Utvidgningen den 1 maj 2004 innebar den största utvidgningen räknat både i antal nya medlemsstater och i ny befolkning i unionens historia. Antalet medlemsstater ökade från 15 till 25, vilket också medförde ny krav på att reformera beslutsfattandet inom unionen. Bland annat innebar anslutningsfördraget att fler beslut inom Europeiska unionens råd skulle kunna tas genom kvalificerad majoritet istället för med enhällighet.

### Signaturer
|          |                |           |          |               |           |           |           |           |
| Belgien  | Cypern         | Danmark   | Estland  | Finland       | Frankrike | Grekland  | Irland    | Italien   |
|          |                |           |          |               |           |           |           |           |
| Lettland | Litauen        | Luxemburg | Malta    | Nederländerna | Polen     | Portugal  | Slovakien | Slovenien |
|          |                |           |          |               |           |           |           |           |
| Spanien  | Storbritannien | Sverige   | Tjeckien | Tyskland      | Ungern    | Österrike |           |           |

## Syfte och innehåll
Fördraget består av tre artiklar. Den första artikeln innehåller bestämmelser om att de anslutande staterna blir fullvärdiga medlemmar i Europeiska unionen och på vilka villkor detta sker. Dessa villkor återfinns i anslutningsakten och de bilagor som är fogade till anslutningsfördraget. Bland annat finns det bestämmelser om fem av de nya medlemsstaternas kärnkraft liksom hur övergången i medlemsstaterna sker rörande tillämpningen av EU:s lagstiftning.
Den andra och tredje artikeln behandlar fördragets ikraftträdande respektive giltighet. För att fördraget skulle träda i kraft krävdes att samtliga Europeiska unionens medlemsstater ratificerade det i enlighet med sina respektive konstitutionella bestämmelser. För att fördraget skulle gälla de anslutande staterna var det även tvunget att ratificeras av respektive kandidatland.

## Ratificeringsprocessen

Slutgiltig deposition avklarad
Ratificeringsförfarandet avklarat
Ratificeringsförfarandet ej klart
Ratificeringsförfarandet stoppat

För att träda i kraft var anslutningsfördraget tvunget att bli ratificerat i samtliga Europeiska unionens medlemsstater. Dessutom var det tvunget att bli ratificerat i respektive anslutande stat för att omfatta dessa. Nio av de tio anslutande staterna valde att hålla folkomröstningar om fördraget. Således är anslutningsfördraget det EU-fördrag som flest länder har hållit folkomröstning om. Samtliga nio folkomröstningar resulterade i ett ja till medlemskap. Över 90 % röstade ja till medlemskap i Litauens, Slovakiens respektive Sloveniens folkomröstningar. Minst positiv till medlemskap var Maltas folk, som visserligen röstade för ett medlemskap men endast med 54 %.
Cypern var den enda anslutande staten som inte höll en folkomröstning om sitt medlemskap i unionen. Istället hölls en folkomröstning om att återförena ön, som varit delad sedan 1970-talet. En majoritet av turkcyprioterna röstade för återförening, men en majoritet av grekcypriotierna röstade emot. För att återförenas krävdes att båda sidorna röstade ja, och således kunde Cypern inte återförenas inför anslutning till EU. Genom ett särskilt protokoll som fogades till anslutningsfördraget, klargjordes vilka regler som skulle gälla respektive inte gälla de delar av Cypern som inte är under den cypriotiska regeringens kontroll.
Fördraget och alla ratifikationsdokument är deponerat hos den italienska regeringen i Rom, i likhet med övriga EU-fördrag. Varje medlemsstat har erhållit en bestyrkt kopia av fördraget av den italienska regeringen.

### Ratificeringsförfarandet i detalj
| Europeiska unionen |  | 2003-04-16        |                   | 2003-04-16        |                   | ej nödvändigt |  | ej nödvändigt |  |     |    |    |  |
| ------------------ |  | ----------------- | ----------------- | ----------------- | ----------------- | ------------- |  | ------------- |  | --- | -- | -- |  |
|                    |  | Europeiska rådet  | Europeiska rådet  | Europeiska rådet  | Europeiska rådet  | Godkänt       |  | 2003-04-16    |  | 15  | 0  | 0  |  |
|                    |  | Europaparlamentet | Europaparlamentet | Europaparlamentet | Europaparlamentet | Godkänt       |  | 2003-04-09    |  | 458 | 68 | 41 |  |

| Belgien |  | 2003-04-16                         |                                    | 2003-12-04                         |                                    | 2004-01-16 |  | 2004-03-29 |  |     |   |    |  |
| ------- |  | ---------------------------------- | ---------------------------------- | ---------------------------------- | ---------------------------------- | ---------- |  | ---------- |  | --- | - | -- |  |
|         |  | Deputeradekammaren                 | Deputeradekammaren                 | Deputeradekammaren                 | Deputeradekammaren                 | Godkänt    |  | 2003-12-04 |  | 119 | 0 | 17 |  |
|         |  | Senaten                            | Senaten                            | Senaten                            | Senaten                            | Godkänt    |  | 2003-10-23 |  | 52  | 0 | 8  |  |
|         |  | Bryssels regionparlament           | Bryssels regionparlament           | Bryssels regionparlament           | Bryssels regionparlament           | Godkänt    |  | 2003-11-28 |  | 64  | 0 | 5  |  |
|         |  | Bryssels förenta församling        | Bryssels förenta församling        | Bryssels förenta församling        | Bryssels förenta församling        | Godkänt    |  | 2003-12-18 |  | 65  | 0 | 7  |  |
|         |  | Flamländska regionparlamentet      | Flamländska regionparlamentet      | Flamländska regionparlamentet      | Flamländska regionparlamentet      | Godkänt    |  | 2004-03-03 |  | 90  | 0 | 20 |  |
|         |  | Flamländska gemenskapsparlamentet  | Flamländska gemenskapsparlamentet  | Flamländska gemenskapsparlamentet  | Flamländska gemenskapsparlamentet  | Godkänt    |  | 2004-03-03 |  | 93  | 0 | 21 |  |
|         |  | Franska gemenskapsparlamentet      | Franska gemenskapsparlamentet      | Franska gemenskapsparlamentet      | Franska gemenskapsparlamentet      | Godkänt    |  | 2003-12-09 |  | 71  | 0 | 0  |  |
|         |  | Franska gemenskapskommissionen     | Franska gemenskapskommissionen     | Franska gemenskapskommissionen     | Franska gemenskapskommissionen     | Godkänt    |  | 2003-12-05 |  | 54  | 0 | 1  |  |
|         |  | Tyskspråkiga gemenskapsparlamentet | Tyskspråkiga gemenskapsparlamentet | Tyskspråkiga gemenskapsparlamentet | Tyskspråkiga gemenskapsparlamentet | Godkänt    |  | 2004-01-19 |  | 23  | 0 | 0  |  |
|         |  | Vallonska regionparlamentet        | Vallonska regionparlamentet        | Vallonska regionparlamentet        | Vallonska regionparlamentet        | Godkänt    |  | 2004-01-27 |  | 54  | 0 | 0  |  |
|         |  | Vallonska gemenskapsparlamentet    | Vallonska gemenskapsparlamentet    | Vallonska gemenskapsparlamentet    | Vallonska gemenskapsparlamentet    | Godkänt    |  | 2004-01-27 |  | 53  | 0 | 1  |  |

| Cypern |  | 2003-04-16  |             | 2003-07-14  |             | 2003-07-15 |  | 2003-08-06 |  |    |   |   |  |
| ------ |  | ----------- | ----------- | ----------- | ----------- | ---------- |  | ---------- |  | -- | - | - |  |
|        |  | Parlamentet | Parlamentet | Parlamentet | Parlamentet | Godkänt    |  | 2003-07-14 |  | 56 | 0 | 0 |  |

| Danmark |  | 2003-04-16  |             | 2003-06-04  |             | 2003-06-10 |  | 2003-06-11 |  |    |   |    |  |
| ------- |  | ----------- | ----------- | ----------- | ----------- | ---------- |  | ---------- |  | -- | - | -- |  |
|         |  | Folketinget | Folketinget | Folketinget | Folketinget | Godkänt    |  | 2003-06-04 |  | 96 | 0 | 15 |  |

| Estland |  | 2003-04-16     |                | 2004-01-21     |                | 2004-02-09 |  | 2004-03-04 |  |      |      |      |  |
| ------- |  | -------------- | -------------- | -------------- | -------------- | ---------- |  | ---------- |  | ---- | ---- | ---- |  |
|         |  | Folkomröstning | Folkomröstning | Folkomröstning | Folkomröstning | Godkänt    |  | 2003-09-14 |  | 67 % | 33 % | 64 % |  |
|         |  | Parlamentet    | Parlamentet    | Parlamentet    | Parlamentet    | Godkänt    |  | 2004-01-21 |  | 77   | 0    | 0    |  |

| Finland |  | 2003-04-16 |           | 2003-12-15 |           | 2003-12-19 |  | 2003-12-23 |  |                |  |  |  |
| ------- |  | ---------- | --------- | ---------- | --------- | ---------- |  | ---------- |  | -------------- |  |  |  |
|         |  | Riksdagen  | Riksdagen | Riksdagen  | Riksdagen | Godkänt    |  | 2003-12-15 |  | Ingen votering |  |  |  |
| Åland   |  | Lagtinget  | Lagtinget | Lagtinget  | Lagtinget | Godkänt    |  | 2003-12-17 |  | Ingen votering |  |  |  |

| Frankrike |  | 2003-04-16           |                      | 2003-12-10           |                      | 2003-12-19 |  | 2004-02-26 |  |     |   |    |  |
| --------- |  | -------------------- | -------------------- | -------------------- | -------------------- | ---------- |  | ---------- |  | --- | - | -- |  |
|           |  | Nationalförsamlingen | Nationalförsamlingen | Nationalförsamlingen | Nationalförsamlingen | Godkänt    |  | 2003-11-26 |  | 505 | 3 | 19 |  |
|           |  | Senaten              | Senaten              | Senaten              | Senaten              | Godkänt    |  | 2003-12-10 |  | 280 | 1 | 7  |  |

| Grekland |  | 2003-04-16  |             | 2004-02-10  |             | 2004-02-26 |  | 2004-04-13 |  |                |  |  |  |
| -------- |  | ----------- | ----------- | ----------- | ----------- | ---------- |  | ---------- |  | -------------- |  |  |  |
|          |  | Parlamentet | Parlamentet | Parlamentet | Parlamentet | Godkänt    |  | 2004-02-10 |  | Ingen votering |  |  |  |

| Irland |  | 2003-04-16        |                   | 2003-11-27        |                   | 2003-12-03 |  | 2003-12-18 |  |                |  |  |  |
| ------ |  | ----------------- | ----------------- | ----------------- | ----------------- | ---------- |  | ---------- |  | -------------- |  |  |  |
|        |  | Representanthuset | Representanthuset | Representanthuset | Representanthuset | Godkänt    |  | 2003-11-27 |  | Ingen votering |  |  |  |
|        |  | Senaten           | Senaten           | Senaten           | Senaten           | Godkänt    |  | 2003-11-06 |  | Ingen votering |  |  |  |

| Italien |  | 2003-04-16         |                    | 2003-12-11         |                    | 2003-12-24 |  | 2004-02-26 |  |                |   |   |  |
| ------- |  | ------------------ | ------------------ | ------------------ | ------------------ | ---------- |  | ---------- |  | -------------- | - | - |  |
|         |  | Deputeradekammaren | Deputeradekammaren | Deputeradekammaren | Deputeradekammaren | Godkänt    |  | 2003-12-02 |  | 421            | 0 | 2 |  |
|         |  | Senaten            | Senaten            | Senaten            | Senaten            | Godkänt    |  | 2003-12-11 |  | Ingen votering |   |   |  |

| Lettland |  | 2003-04-16     |                | 2003-10-02     |                | 2003-11-12 |  | 2003-12-17 |  |      |      |      |  |
| -------- |  | -------------- | -------------- | -------------- | -------------- | ---------- |  | ---------- |  | ---- | ---- | ---- |  |
|          |  | Folkomröstning | Folkomröstning | Folkomröstning | Folkomröstning | Godkänt    |  | 2003-09-20 |  | 67 % | 32 % | 73 % |  |
|          |  | Parlamentet    | Parlamentet    | Parlamentet    | Parlamentet    | Godkänt    |  | 2003-10-02 |  | 91   | 4    | 0    |  |

| Litauen |  | 2003-04-16     |                | 2003-09-16     |                | 2003-09-26 |  | 2003-10-10 |  |      |     |      |  |
| ------- |  | -------------- | -------------- | -------------- | -------------- | ---------- |  | ---------- |  | ---- | --- | ---- |  |
|         |  | Folkomröstning | Folkomröstning | Folkomröstning | Folkomröstning | Godkänt    |  | 2003-05-11 |  | 91 % | 9 % | 56 % |  |
|         |  | Parlamentet    | Parlamentet    | Parlamentet    | Parlamentet    | Godkänt    |  | 2003-09-16 |  | 84   | 2   | 1    |  |

| Luxemburg |  | 2003-04-16  |             | 2004-02-10  |             | 2004-03-08 |  | 2004-03-31 |  |    |   |   |  |
| --------- |  | ----------- | ----------- | ----------- | ----------- | ---------- |  | ---------- |  | -- | - | - |  |
|           |  | Parlamentet | Parlamentet | Parlamentet | Parlamentet | Godkänt    |  | 2004-02-10 |  | 60 | 0 | 0 |  |

| Malta |  | 2003-04-16     |                | 2003-07-14     |                | 2003-07-16 |  | 2003-07-29 |  |      |      |      |  |
| ----- |  | -------------- | -------------- | -------------- | -------------- | ---------- |  | ---------- |  | ---- | ---- | ---- |  |
|       |  | Folkomröstning | Folkomröstning | Folkomröstning | Folkomröstning | Godkänt    |  | 2003-03-08 |  | 54 % | 46 % | 91 % |  |
|       |  | Parlamentet    | Parlamentet    | Parlamentet    | Parlamentet    | Godkänt    |  | 2003-07-14 |  | 34   | 25   | 0    |  |

| Nederländerna |  | 2003-04-16        |                   | 2004-11-25        |                   | 2004-02-12 |  | 2004-04-21 |  |                |  |  |  |
| ------------- |  | ----------------- | ----------------- | ----------------- | ----------------- | ---------- |  | ---------- |  | -------------- |  |  |  |
|               |  | Representanthuset | Representanthuset | Representanthuset | Representanthuset | Godkänt    |  | 2004-11-25 |  | Ingen votering |  |  |  |
|               |  | Senaten           | Senaten           | Senaten           | Senaten           | Godkänt    |  | 2004-02-10 |  | Ingen votering |  |  |  |

| Polen |  | 2003-04-16     |                | 2003-06-08     |                | 2003-07-23 |  | 2003-08-05 |  |      |      |      |  |
| ----- |  | -------------- | -------------- | -------------- | -------------- | ---------- |  | ---------- |  | ---- | ---- | ---- |  |
|       |  | Folkomröstning | Folkomröstning | Folkomröstning | Folkomröstning | Godkänt    |  | 2003-06-08 |  | 77 % | 23 % | 59 % |  |

| Portugal |  | 2003-04-16  |             | 2003-10-03  |             | 2003-12-22 |  | 2004-02-19 |  |     |   |   |  |
| -------- |  | ----------- | ----------- | ----------- | ----------- | ---------- |  | ---------- |  | --- | - | - |  |
|          |  | Parlamentet | Parlamentet | Parlamentet | Parlamentet | Godkänt    |  | 2003-10-03 |  | 169 | 0 | 7 |  |

| Slovakien |  | 2003-04-16     |                | 2003-07-01     |                | 2003-10-09 |  | 2003-10-09 |  |      |     |      |  |
| --------- |  | -------------- | -------------- | -------------- | -------------- | ---------- |  | ---------- |  | ---- | --- | ---- |  |
|           |  | Folkomröstning | Folkomröstning | Folkomröstning | Folkomröstning | Godkänt    |  | 2003-05-17 |  | 92 % | 6 % | 52 % |  |
|           |  | Parlamentet    | Parlamentet    | Parlamentet    | Parlamentet    | Godkänt    |  | 2003-07-01 |  | 129  | 11  | 1    |  |

| Slovenien |  | 2003-04-16     |                | 2004-01-28     |                | 2004-02-06 |  | 2004-03-12 |  |      |      |      |  |
| --------- |  | -------------- | -------------- | -------------- | -------------- | ---------- |  | ---------- |  | ---- | ---- | ---- |  |
|           |  | Folkomröstning | Folkomröstning | Folkomröstning | Folkomröstning | Godkänt    |  | 2003-03-23 |  | 90 % | 10 % | 60 % |  |
|           |  | Parlamentet    | Parlamentet    | Parlamentet    | Parlamentet    | Godkänt    |  | 2004-01-28 |  | 80   | 0    | 4    |  |

| Spanien |  | 2003-04-16         |                    | 2003-10-14         |                    | 2003-11-10 |  | 2003-11-26 |  |     |   |   |  |
| ------- |  | ------------------ | ------------------ | ------------------ | ------------------ | ---------- |  | ---------- |  | --- | - | - |  |
|         |  | Deputeradekammaren | Deputeradekammaren | Deputeradekammaren | Deputeradekammaren | Godkänt    |  | 2003-09-25 |  | 291 | 1 | 1 |  |
|         |  | Senaten            | Senaten            | Senaten            | Senaten            | Godkänt    |  | 2003-10-14 |  | 189 | 0 | 0 |  |

| Storbritannien |  | 2003-04-16 |            | 2003-11-11 |            | 2003-11-13 |  | 2003-12-18 |  |                |  |  |  |
| -------------- |  | ---------- | ---------- | ---------- | ---------- | ---------- |  | ---------- |  | -------------- |  |  |  |
|                |  | Underhuset | Underhuset | Underhuset | Underhuset | Godkänt    |  | 2003-11-11 |  | Ingen votering |  |  |  |
|                |  | Överhuset  | Överhuset  | Överhuset  | Överhuset  | Godkänt    |  | 2003-11-04 |  | Ingen votering |  |  |  |

| Sverige |  | 2003-04-16 |           | 2003-12-17 |           | 2003-12-18 |  | 2004-02-11 |  |                |  |  |  |
| ------- |  | ---------- | --------- | ---------- | --------- | ---------- |  | ---------- |  | -------------- |  |  |  |
|         |  | Riksdagen  | Riksdagen | Riksdagen  | Riksdagen | Godkänt    |  | 2003-12-17 |  | Ingen votering |  |  |  |

| Tjeckien |  | 2003-04-16     |                | 2003-06-14     |                | 2003-09-30 |  | 2003-11-03 |  |      |      |      |  |
| -------- |  | -------------- | -------------- | -------------- | -------------- | ---------- |  | ---------- |  | ---- | ---- | ---- |  |
|          |  | Folkomröstning | Folkomröstning | Folkomröstning | Folkomröstning | Godkänt    |  | 2003-06-14 |  | 77 % | 23 % | 55 % |  |

| Tyskland |  | 2003-04-16    |               | 2003-07-11    |               | 2003-09-18 |  | 2003-11-27 |  |     |   |   |  |
| -------- |  | ------------- | ------------- | ------------- | ------------- | ---------- |  | ---------- |  | --- | - | - |  |
|          |  | Förbundsdagen | Förbundsdagen | Förbundsdagen | Förbundsdagen | Godkänt    |  | 2003-07-03 |  | 575 | 1 | 4 |  |
|          |  | Förbundsrådet | Förbundsrådet | Förbundsrådet | Förbundsrådet | Godkänt    |  | 2003-07-11 |  | 69  | 0 | 0 |  |

| Ungern |  | 2003-04-16     |                | 2003-12-15     |                | 2003-12-15 |  | 2003-12-23 |  |      |      |      |  |
| ------ |  | -------------- | -------------- | -------------- | -------------- | ---------- |  | ---------- |  | ---- | ---- | ---- |  |
|        |  | Folkomröstning | Folkomröstning | Folkomröstning | Folkomröstning | Godkänt    |  | 2003-04-12 |  | 84 % | 16 % | 46 % |  |
|        |  | Parlamentet    | Parlamentet    | Parlamentet    | Parlamentet    | Godkänt    |  | 2003-12-15 |  | 353  | 0    | 0    |  |

| Österrike |  | 2003-04-16    |               | 2003-12-08    |               | 2003-12-19 |  | 2003-12-23 |  |     |   |   |  |
| --------- |  | ------------- | ------------- | ------------- | ------------- | ---------- |  | ---------- |  | --- | - | - |  |
|           |  | Nationalrådet | Nationalrådet | Nationalrådet | Nationalrådet | Godkänt    |  | 2003-12-03 |  | 178 | 2 | 0 |  |
|           |  | Förbundsrådet | Förbundsrådet | Förbundsrådet | Förbundsrådet | Godkänt    |  | 2003-12-08 |  | 60  | 2 | 0 |  |